# Jiří Drahoš
Jiří Drahoš (Český Těšín, 20 de febrero de 1949; [jir̝i: draɦoʃ]) es un científico, fisicoquímico, pedagogo universitario y político checo. Desde octubre de 2018 es un senador del distrito electoral n.º 20 (Praga 4). Fue reelegido en los comicios en 2024.
Entre los años 2009 y 2017 fue el presidente de Academia de Ciencias de la República Checa. En el marzo de 2017 declaró su intento ser un candidato independiente en los elecciones presidenciales de la República Checa de 2018. Su posición política es de centro o centro-derecha.
En enero de 2018, pasó a la segunda vuelta de las elecciones presidenciales junto al actual presidente Miloš Zeman. A pesar de que en la segunda vuelta Drahoš obtuvo la mayoría en Praga, fue derrotado por Zeman.

## Biografía
Jiří Drahoš nació el 20 de febrero de 1949 en Český Těšín, en la Región de Moravia-Silesia, pero pasó gran parte de su infancia en Jablunkov, donde su madre Anna trabajaba como enfermera. Su padre, también llamado Jiří, era profesor.
Drahoš estudió en el Instituto Químico-Tecnológico de Praga, donde se recibió en 1972. Se unió al Instituto de Procesos Químicos Fundamentales de la Academia de Ciencias de la República Checa. Más tarde, dirigía dicha institución desde 1996 hasta 2003.
El 13 de marzo de 2009 Drahoš fue elegido Presidente de la Academia de Ciencias de la República Checa, donde finalizaría su segundo término en marzo de 2017. Es el coautor de 14 patentes.
Drahoš está casado y tiene dos hijas.

## Campaña presidencial de 2018
El 28 de marzo de 2017 Drahoš anunció sus intenciones de participar en las elecciones presidenciales de la República Checa de 2018. El 24 de abril de 2017, Drahoš empezó a juntar firmas para validar su candidatura. La alianza Alcaldes e independientes, la Unión Cristiana y Demócrata-Partido Popular Checoslovaco y los Jóvenes Social Demócratas apoyaron su candidatura en noviembre y diciembre de 2017 respectivamente. Las encuestas a finales de 2017 lo posicionaban como el segundo mejor candidato, detrás del actual presidente Miloš Zeman.

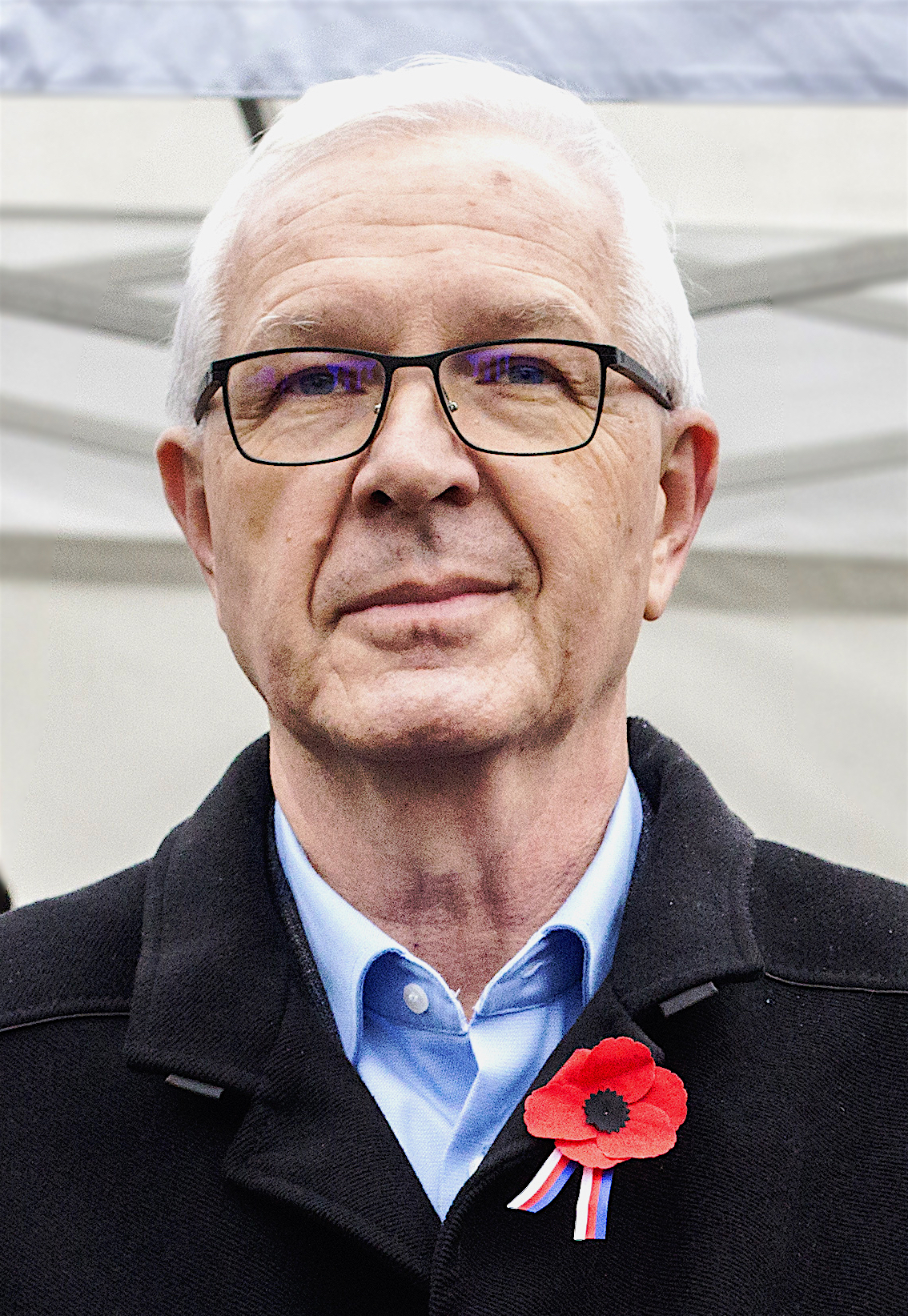
Drahoš en noviembre de 2017

Drahoš recibió donaciones por parte de varios empresarios checos, incluidos  Dalibor Dědek, Jiří Grygar y Luděk Sekyra Presentó su nominación el 3 de noviembre de 2017 con 142.000 firmas.
Drahoš llamó la atención de los medios cuando declaró que tenía miedo de que las elecciones fueran influenciadas por Rusia. Se reunió con el primer ministro saliente Bohuslav Sobotka para discutir sobre el tema, más adelante lo haría con el actual primer ministro Andrej Babiš. El presidente en ejercicio Miloš Zeman atacó a Drahoš y comparó sus acciones con las de Hillary Clinton cuando perdió ante Donald Trump.
Drahoš recibió críticas cuando publicó un estado en las redes sociales sobre la amnistía de Václav Klaus, cuando se reveló que había copiado un estado similar por su compañero candidato presidencial Michal Horáček. Drahoš se disculpó y atribuyó el error a un miembro externo del personal.
La primera vuelta de las elecciones se llevaron a cabo el 12 y 13 de enero de 2018. Drahoš recibió 1.369.601 (26.6%) votos y pasó a la segunda vuelta de las elecciones presidenciales junto al actual presidente Miloš Zeman.
Drahoš fue derrotado por Miloš Zeman en la segunda vuelta de las elecciones presidenciales del 2018, llevadas a cabo entre el 26 y 27 enero. La elección fue reñida, Drahoš obtuvo la mayoría en Praga y estaba a 3.6 puntos de diferencia de su rival.

## Ideología y situación en el espectro político
Drahoš se considera un centrista. Drahoš enfatiza la importancia de la ciencia y la educación checa y ha pedido solidaridad con aquellos «que no pueden cuidarse a sí mismos». Ha pedido un «enfoque responsable» por el medio ambiente, y ha dicho que la razón humana, la creatividad y el ingenio son el único «recurso renovable» de la riqueza de la República Checa.
Drahoš desea una participación más activa de Chequia en la Unión Europea y alineada con occidente. Apoya la integración europea pero que no cree que la Unión Europea deba imponer «regulaciones innecesarias». Tampoco desea una adopción apresurada del Euro como moneda checa, y se opone a un Referéndum sobre la permanencia de la República Checa en la Unión Europea, y dijo que las preguntas geopolíticas importantes no deben decidirse por referéndum.